# Spinaziemot
De spinaziemot (Spoladea recurvalis) is een vlinder uit de familie van de grasmotten (Crambidae). De spanwijdte van de vlinder bedraagt tussen de 22 en 24 millimeter. De soort komt vooral uit de tropen, maar heeft een wereldwijde verspreiding.

## Waardplanten
De spinaziemot heeft veel kruidachtige planten als waardplanten. In de tropen kan de soort zich tot plaag ontwikkelen voor de teelt van bijvoorbeeld spinazie, biet, katoen, maïs en soja.

## Voorkomen in Nederland en België
De spinaziemot is in Nederland en in België een weinig waargenomen trekvlinder. De eerste Nederlandse waarneming dateert uit 1968, de eerste Belgische uit 2004. De soort kent één generatie, die vliegt van mei tot in september.